# Сборная Камеруна по футболу
Сбо́рная Камеру́на по футбо́лу представляет Камерун на международных футбольных турнирах и в товарищеских матчах. Управляющая организация — Камерунская федерация футбола.

## История

### 1960-е — 1970-е годы
Сборная Камеруна — одна из сильнейших африканских сборных за всю историю. Свой первый матч камерунцы провели лишь в 1960 году, после того как Французский Камерун стал независимым. Первым соперником стала сборная Джибути (до 1970-х годов — Французское Сомали). Итог встречи — 9:2 в пользу сборной Камеруна.
Спустя 10 лет «Неукротимым львам» удалось впервые пробиться в финальную часть первого более или менее значимого турнира — Кубка африканских наций 1970 года. Выиграв два групповых матча и проиграв один, сборная Камеруна всё-таки из группы не вышла. На следующем континентальном первенстве в 1972 году, которое проходило в Камеруне, хозяевам повезло больше — итоговое 3-е место. В период с 1974 — по 1980 годы камерунцы не смогли отобраться ни на один из четырёх розыгрышей Кубка африканских наций.

### 1980-е годы
С начала 1980-х годов сборная Камеруна начала набирать футбольный вес не только на африканской, но и на мировой аренах. В 1982 году «Неукротимые Львы» впервые поехали на чемпионат мира, который проходил в Испании. Камерунцы выступили довольно успешно для новичка — все три матча с соперниками в группе (Италия, Польша, Перу) свели вничью, уступив место в следующем раунде итальянцам (будущим чемпионам мира) лишь по разнице забитых и пропущенных мячей.
На африканском континенте «Неукротимые львы» и вовсе захватили лидирующие позиции на целых 6 лет — трижды подряд камерунцы становились финалистами Кубка африканских наций. В 1984 и 1988 годах они выиграли чемпионат континента, а в 1986 году завоевали серебряные медали. Именно в «золотые» 1980-е на авансцену вышел легенда камерунского футбола — «Старый колдун» Роже Милла. Именно он являлся лидером команды в течение трёх вышеупомянутых розыгрышей Кубка африканских наций, и, во многом, благодаря именно ему, камерунцы добились таких высоких результатов в 1980-х годах.

### 1990-е годы

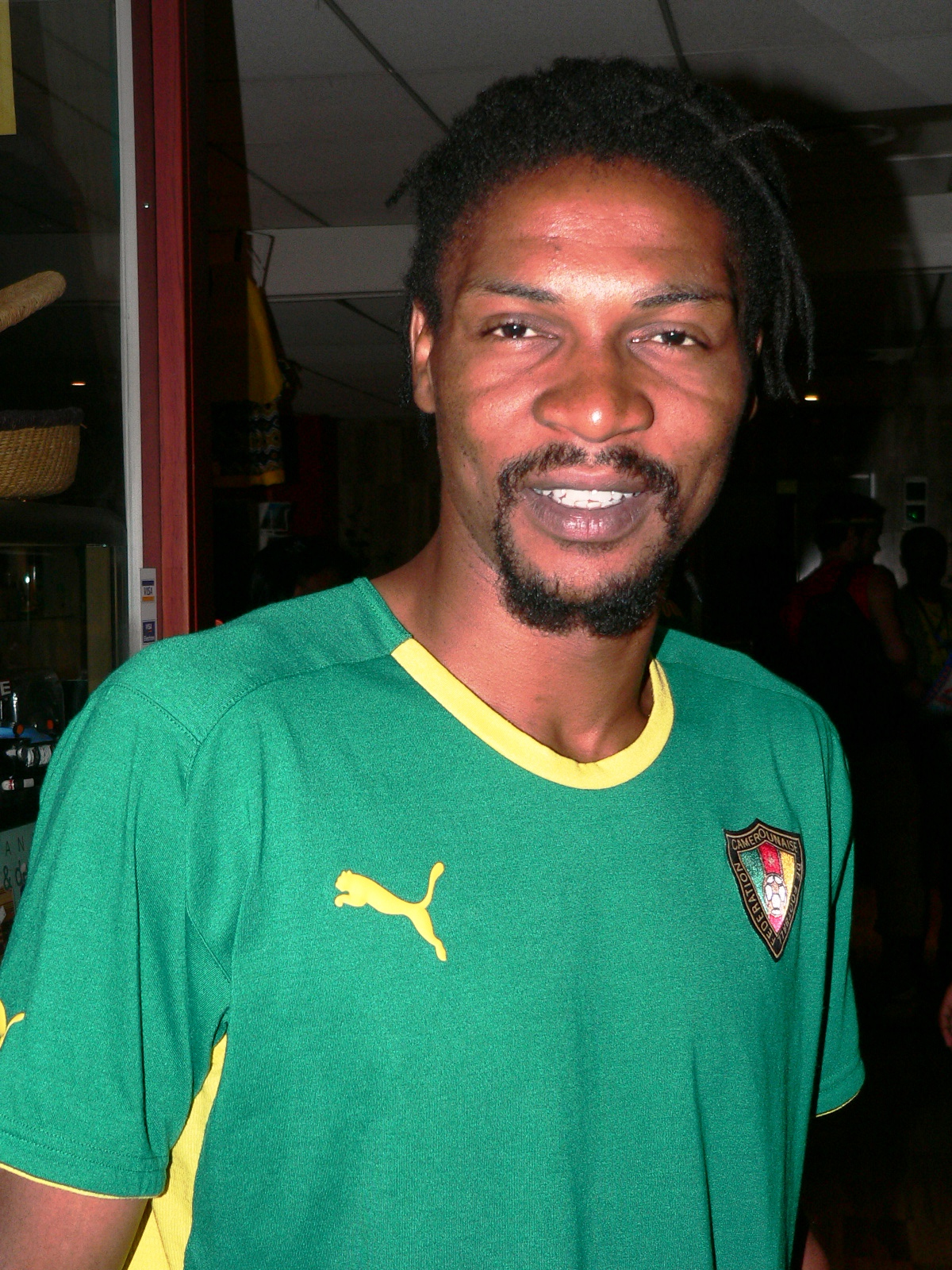
Рекордсмен сборной Камеруна по сыгранным матчам Ригобер Сонг

В 1990 году сборная Камеруна во второй раз в своей истории попала в финальную часть мирового первенства и стала главной сенсацией итальянского мундиаля, а её лидер — 38-летний Роже Милла, получил мировое признание. В первом же групповом матче «Неукротимые львы» обыграли действующих чемпионов мира — сборную Аргентины Диего Марадоны — со счётом 1:0. Следующими были обыграны румыны — 2:1. Оба мяча были на счету Милла. В ничего не решавшем матче камерунцы уступили сборной СССР со счётом 0:4 и с первого места вышли в 1/8 финала, где переиграли ещё одну южноамериканскую сборную — команду Колумбии во главе с Карлосом Вальдеррамой и Рене Игитой. Итог — 2:1, и оба мяча опять на счету Милла. И лишь в 1/4 финала камерунцы в упорнейшей борьбе уступили сборной Англии со счётом 2:3 в дополнительное время. Таким образом, камерунцы стали первой африканской сборной, которой удалось дойти до четвертьфинала чемпионата мира.
Руководил той сборной советский специалист Валерий Непомнящий. Во время чемпионата мира один из врачей тренерского штаба сборной Камеруна носил национальную одежду, вследствие чего ходили слухи, что команду сопровождает настоящий африканский колдун. В то же время ходили слухи, что Камерун проиграл Англии 2:3 в четвертьфинале не по спортивным причинам: у делегации якобы уже были билеты домой на самолёт, и если бы камерунцы остались в Италии ещё хотя бы на неделю, это стало бы большим ударом по национальной экономике страны.
На чемпионате мира 1994 года сборная Камеруна выступила неудачно, заняв последнее место в группе и пропустив 11 мячей. Из них 5 мячей забил форвард сборной России Олег Саленко, что позволило ему стать лучшим бомбардиром турнира.
На чемпионате мира 1998 года сборная Камеруна также заняла последнее место в группе, однако в этот раз имела реальные шансы на выход в плей-офф. В последнем туре в матче против Чили камерунцы в случае победы занимали в группе 2 место, однако незасчитанный гол и 2 красные карточки не позволили одержать победу, что вызвало в стране массовые беспорядки.

### 2000-е — 2010-е годы

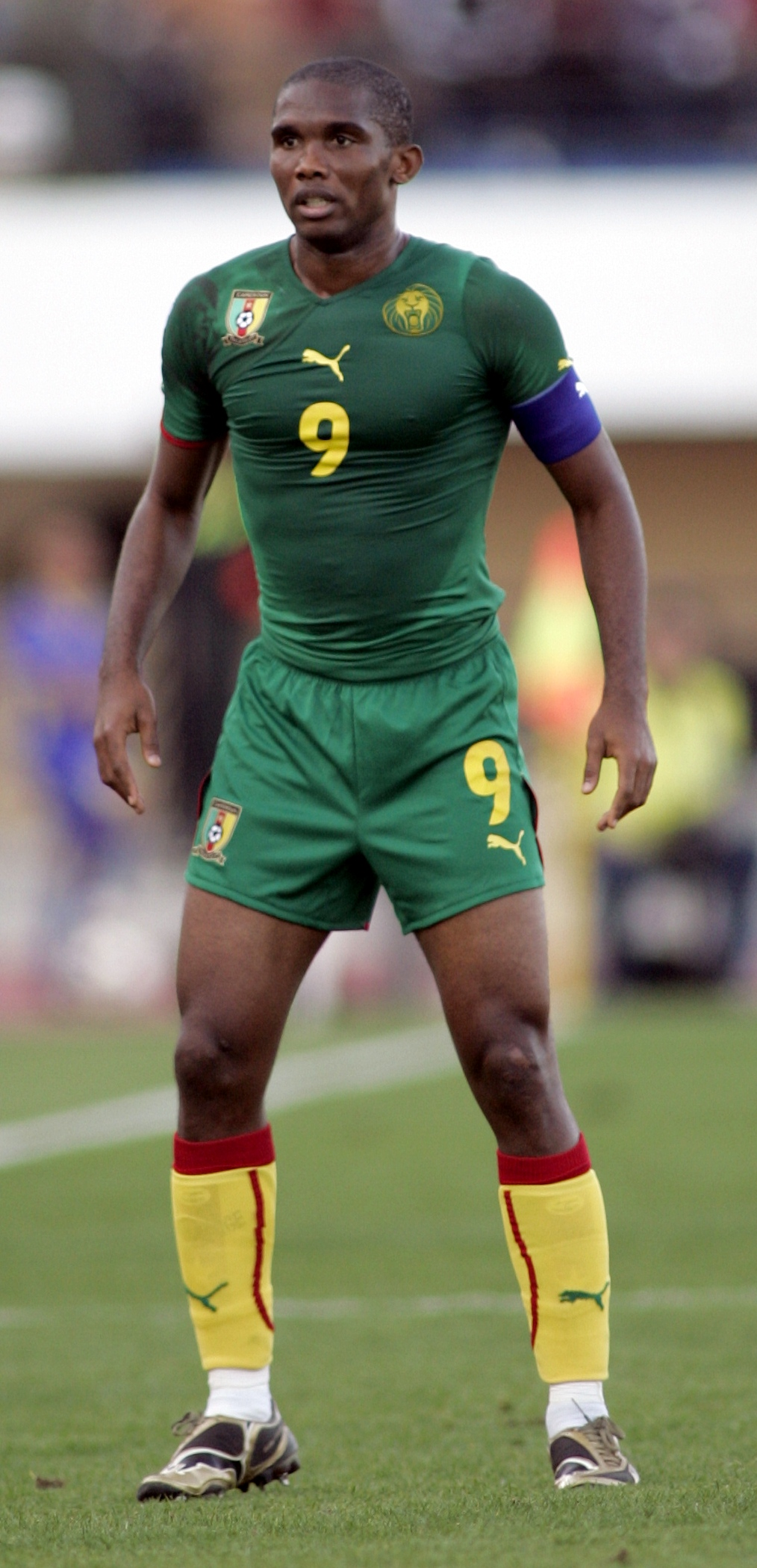
Лучший бомбардир в истории сборной Камеруна (56) и в истории Кубков африканских наций (18) Самюэль Это’о

Сборная Камеруна принимала также участие в чемпионатах мира 2002, 2010 и 2014 годов. Однако, несмотря на временами неплохую игру, из группы она ни разу не выходила. Тем не менее, камерунцы являются африканскими рекордсменами по количеству участий в финальных стадиях чемпионатов мира — 7 раз.
Спустя 10 лет после чемпионата мира 1990 года камерунцы стали авторами ещё одной громкой сенсации — победы на Олимпийских играх в Сиднее. В 1/4 финала были обыграны бразильцы — 2:1 (доп. вр.), в полуфинале — чилийцы со счётом 2:1, а в финале — испанцы — 2:2 в основное и дополнительное время и 5:3 по пенальти.
Что касается Кубка африканских наций, то «Неукротимым львам» с 1988 года удавалось выигрывать этот трофей ещё дважды — в 2000 и 2002 годах. Главными действующими лицами этих победных турниров были такие футболисты, как Патрик Мбома, Самюэль Это’о и Марк-Вивьен Фоэ. В 2004 и 2006 годах сборная Камеруна дважды доходила до 1/4 финала Кубка африканских наций, а в 2008 году стала вице-чемпионом КАН, уступив в финале сборной Египта — 0:1.
На правах победителя Кубка африканских наций, камерунцы дважды принимали участие в Кубке конфедераций. Причём в 2003 году им удалось дойти до финала, попутно обыграв бразильцев, турок и колумбийцев. Именно на этом Кубке конфедераций произошла трагедия — во время матча с колумбийцами в полуфинале прямо на поле потерял сознание один из лидеров сборной — Марк-Вивьен Фоэ. Спустя несколько часов после матча он скончался в госпитале Лиона. Причиной смерти стал сердечный приступ. В финале камерунцы лишь в дополнительное время уступили французам, у которых единственный мяч забил Тьерри Анри.
В 2008 году Камерун уступил Египту в финале Кубка африканских наций со счётом 0:1. Это’о стал лучшим бомбардиром турнира с 5 мячами. В символическую сборную были включены Жереми Нжитап и Алекс Сонг.
Помимо всего прочего, Камерун становился победителем менее значимых региональных турниров — Афро-Азиатского кубка — (1 раз), Кубка Центральной Африки (Кубок СЕМАК и Чемпионат УДЕАК) — (6 раз), Центрально-Африканских игр — (2 раза), Африканских игр — (4 раза). Сборная Камеруна 17 ноября 2013 года обеспечила путёвку на ЧМ-2014 года в Бразилии, по итогам двух встреч был обыгран Тунис.
В 2017 году Камерун выиграл свой 5-й титул на Кубках африканских наций, взяв реванш у Египта за поражение в финале 2008 года, обыграв его со счётом 2:1. Победный гол забил Венсан Абубакар на 89-й минуте. Кристиан Бассогог был признан лучшим игроком турнира. В символическую сборную были включены вратарь Фабрис Ондоа, защитник Майкл Нгадё-Нгаджюи и нападающий Бассогог.
Камерун не сумел отобраться на чемпионат мира 2018 года в России. В группе со сборными Нигерии, Замбии и Алжира камерунцы выиграли только один матч из шести (дома у Алжира) и остались на третьем месте (на чемпионат мира выходил только победитель группы).
На Кубке африканских наций 2019 года, проходившем в Египте, камерунцы выбыли уже в 1/8 финала, проиграв команде Нигерии (2:3), хотя вели 2:1 после первого тайма.

### 2020-е годы

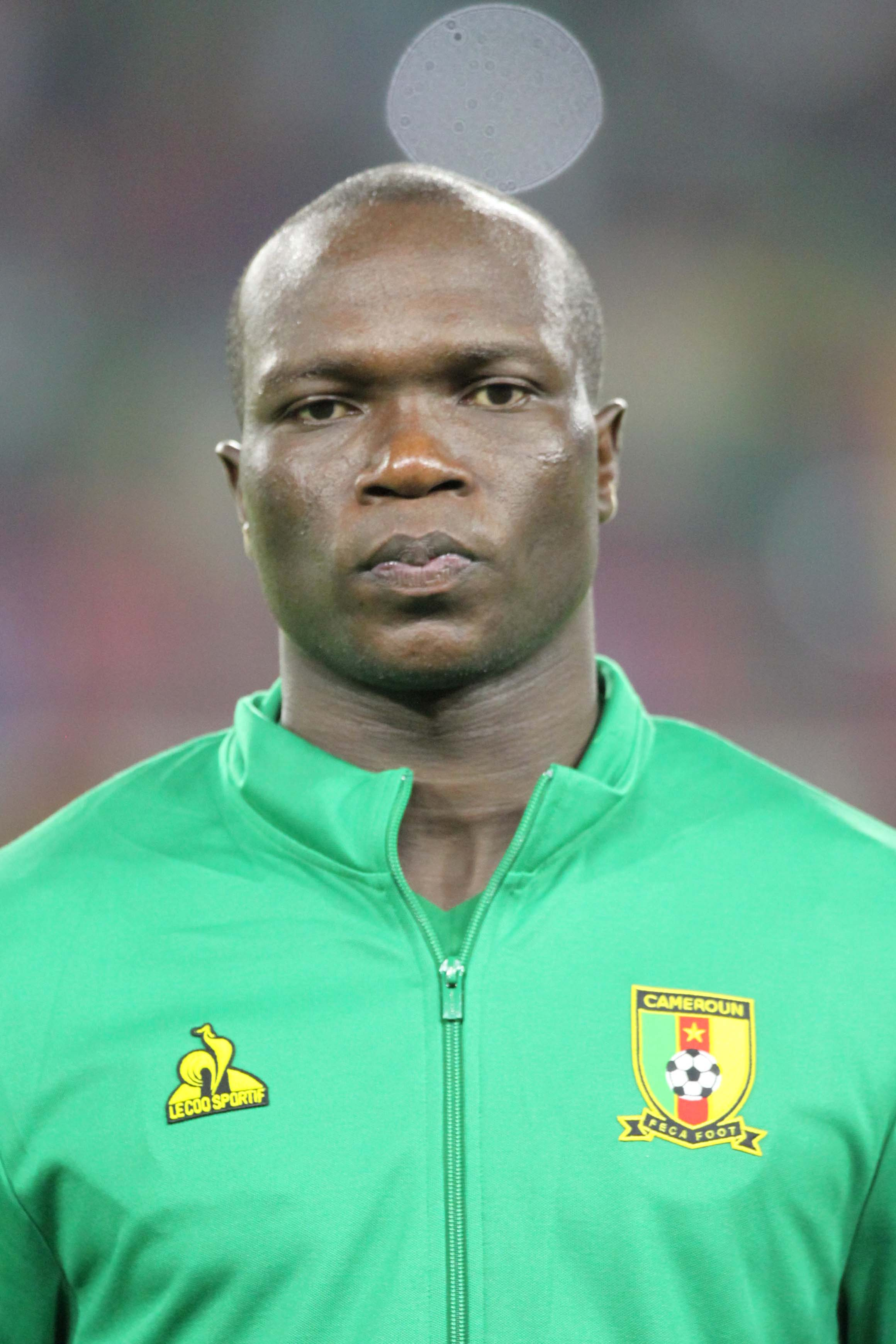
Венсан Абубакар входит в пятёрки лидеров сборной Камеруна по матчам и голам

На домашнем Кубке африканских наций, который прошёл в начале 2022 года, Камерун уверенно вышел из группы, при чём Венсан Абубакар забил 5 из 7 мячей команды на этой стадии. В 1/8 финала Камерун обыграл Коморы (2:1), а в четвертьфинале победил Гамбию благодаря дублю Карла Токо-Экамби. В полуфинале камерунцы в серии пенальти уступили команде Египта. В матче за третье место Камерун уступал сборной Буркина-Фасо 0:3 к 70-й минуте матча, но гол Стефана Баокена и дубль Абубакара свели матч к ничьей, а в серии пенальти точнее был Камерун, реализовавший 5 из 5 ударов. Абубакар стал лучшим бомбардиром турнира с 8 голами (лучший результат на Кубках африканских наций с 1974 года), а Токо-Экамби занял второе место (5 голов). Абубакар был включён в символическую сборную турнира.
В отборе на чемпионат мира 2022 года Камерун на групповой стадии опередил команды Кот-д’Ивуара, Мозамбика и Малави, одержав 5 побед в 6 матчах. В решающем матче в ноябре 2021 года камерунцы обыграли дома ивуарийцев благодаря голу Карла Токо-Экамби. В конце марта 2022 года в стыковых матчах отбора Камерун проиграл дома в Дуале Алжиру (0:1), но затем сумел с таким же счётом выиграть основное время в гостях (гол Эрика Шупо-Мотинга). В конце дополнительного времени у алжирцев забил Ахмед Туба, но уже в компенсированное время ко второму дополнительному тайму Карл Токо-Экамби принёс Камеруну победу и выход на чемпионат мира благодаря большему количеству голов в гостевом матче. На чемпионате мира в Катаре Камерун уступил Швейцарии (0:1), а затем сыграл вничью с Сербией (3:3), отыгравшись со счёта 1:3. Голами отметились Жан-Шарль Кастеллетто, Абубакар и Шупо-Мотинг. Это был 25-й матч Камеруна на чемпионатах мира (4 победы, 8 ничьих и 13 поражений), и впервые команда сумела забить более двух мячей. В последнем матче групповой стадии Камерун сумел сенсационно обыграть Бразилию благодаря голу Абубакара на 90-й минуте (1:0), но в итоге Камерун занял только третье место в группе после Бразилии и Швейцарии.

## Чемпионат мира
- 1930 — 1962 — не принимала участия
- 1966 — снялась с квалификации
- 1970 — 1978 — не прошла квалификацию
- 1982 — групповой этап
- 1986 — не прошла квалификацию
- 1990 — 1/4 финала
- 1994 — групповой этап
- 1998 — групповой этап
- 2002 — групповой этап
- 2006 — не прошла квалификацию
- 2010 — групповой этап
- 2014 — групповой этап
- 2018 — не прошла квалификацию
- 2022 — групповой этап

## Кубок африканских наций
| Год   | Команда | Раунд турнира          | Матчи | Победы | Ничьи | Поражения | Забито | Пропущено |
| ----- | ------- | ---------------------- | ----- | ------ | ----- | --------- | ------ | --------- |
| 1962  | Камерун | не участвовал          | —     | —      | —     | —         | —      | —         |
| 1963  | Камерун | не участвовал          | —     | —      | —     | —         | —      | —         |
| 1965  | Камерун | Не участвовал          | —     | —      | —     | —         | —      | —         |
| 1968  | Камерун | Не прошёл квалификацию | —     | —      | —     | —         | —      | —         |
| 1970  | Камерун | Групповой турнир       | 3     | 2      | 0     | 1         | 7      | 6         |
| 1972  | Камерун | 3-е место              | 5     | 3      | 1     | 1         | 10     | 5         |
| 1974  | Камерун | Не прошёл квалификацию | —     | —      | —     | —         | —      | —         |
| 1976  | Камерун | Не прошёл квалификацию | —     | —      | —     | —         | —      | —         |
| 1978  | Камерун | Не прошёл квалификацию | —     | —      | —     | —         | —      | —         |
| 1980  | Камерун | Не прошёл квалификацию | —     | —      | —     | —         | —      | —         |
| 1982  | Камерун | Групповой турнир       | 3     | 0      | 3     | 0         | 1      | 1         |
| 1984  | Камерун | Чемпион                | 5     | 3      | 1     | 1         | 9      | 3         |
| 1986  | Камерун | 2-е место              | 5     | 3      | 2     | 0         | 8      | 5         |
| 1988  | Камерун | Чемпион                | 5     | 3      | 2     | 0         | 4      | 1         |
| 1990  | Камерун | Групповой турнир       | 3     | 1      | 0     | 2         | 2      | 3         |
| 1992  | Камерун | 4-е место              | 2     | 2      | 1     | 1         | 4      | 3         |
| 1994  | Камерун | Не прошёл квалификацию | —     | —      | —     | —         | —      | —         |
| 1996  | Камерун | Групповой турнир       | 3     | 1      | 1     | 1         | 5      | 7         |
| 1998  | Камерун | Четвертьфинал          | 4     | 2      | 1     | 1         | 5      | 4         |
| 2000  | Камерун | Чемпион                | 6     | 3      | 2     | 1         | 11     | 5         |
| 2002  | Камерун | Чемпион                | 6     | 6      | 0     | 0         | 12     | 2         |
| 2004  | Камерун | Четвертьфинал          | 4     | 1      | 2     | 1         | 7      | 6         |
| 2006  | Камерун | Четвертьфинал          | 4     | 3      | 1     | 0         | 8      | 2         |
| 2008  | Камерун | 2-е место              | 6     | 4      | 0     | 2         | 14     | 8         |
| 2010  | Камерун | Четвертьфинал          | 4     | 1      | 1     | 2         | 6      | 8         |
| 2012  | Камерун | Не прошёл квалификацию | —     | —      | —     | —         | —      | —         |
| 2013  | Камерун | Не прошёл квалификацию | —     | —      | —     | —         | —      | —         |
| 2015  | Камерун | Групповой турнир       | 3     | 0      | 2     | 1         | 2      | 3         |
| 2017  | Камерун | Чемпион                | 6     | 3      | 3     | 0         | 7      | 3         |
| 2019  | Камерун | 1/8 финала             | 4     | 1      | 2     | 1         | 3      | 3         |
| 2021  | Камерун | 3-е место              | 7     | 5      | 1     | 1         | 14     | 7         |
| 2023  | Камерун | 1/8 финала             | 4     | 1      | 1     | 2         | 5      | 8         |
| Итого |         | 21/32                  | 92    | 48     | 27    | 17        | 125    | 93        |

## Другие достижения сборной
- Афро-Азийский Кубок Наций — Чемпион (1985)
- Кубок СЕМАК (CEMAC Cup) — Чемпион (2003, 2005)
- Чемпионат УДЕАК (UDEAC Championship) — Чемпион (1984, 1986, 1987, 1989)
- Центрально-Африканские Игры — Чемпион (1976, 1987)
- Африканские Игры — Чемпион (1991, 1999, 2003, 2007)

## Текущий состав
Следующие игроки были вызваны в состав сборной главным тренером Марком Брисом для участия в матчах отборочного турнира к Чемпионату мира 2026 против сборных Эсватини и Ливии (19 и 25 марта 2025)
Игры и голы приведены по состоянию на 20 мая 2025 года:
| 1  | Вр  | Девис Эпасси              | 2 февраля 1993 (32 года)   | 9   | —  | Кармиотисса              |  |  |
| 16 | Вр  | Симон Омоссола            | 5 мая 1998 (27 лет)        | 2   | —  | Сент-Элуа Лупопо         |  |  |
| 23 | Вр  | Андре Онана               | 2 апреля 1996 (29 лет)     | 48  | —  | Манчестер Юнайтед        |  |  |
|    |     |                           |                            |     |    |                          |  |  |
| 2  | Защ | Джексон Тчатчуа           | 14 сентября 2001 (23 года) | 10  | 0  | Верона                   |  |  |
| 3  | Защ | Ги Килама                 | 30 мая 1999 (26 лет)       | 3   | 0  | Хатайспор                |  |  |
| 4  | Защ | Кристофер Ву              | 25 февраля 1998 (27 лет)   | 21  | 2  | Ренн                     |  |  |
| 5  | Защ | Майкл Нгадё               | 23 ноября 1990 (34 года)   | 59  | 5  | Бэйцзин Гоань            |  |  |
| 6  | Защ | Нуху Толо                 | 23 июня 1997 (28 лет)      | 39  | 1  | Сиэтл Саундерс           |  |  |
| 19 | Защ | Коллинс Фаи               | 13 августа 1992 (32 года)  | 53  | 5  | Слобода Тузла            |  |  |
| 21 | Защ | Джойским Дава             | 9 апреля 1996 (29 лет)     | 10  | 1  | ФКСБ                     |  |  |
| 22 | Защ | Флавьен Бойомо            | 7 октября 2001 (23 года)   | 2   | 0  | Осасуна                  |  |  |
|    |     |                           |                            |     |    |                          |  |  |
| 7  | ПЗ  | Натан Нгуму               | 14 марта 2000 (25 лет)     | 2   | 0  | Боруссия Мёнхенгладбах   |  |  |
| 8  | ПЗ  | Андре-Франк Замбо-Ангисса | 16 ноября 1995 (29 лет)    | 62  | 5  | Наполи                   |  |  |
| 15 | ПЗ  | Вилитти Юнусса            | 9 сентября 2001 (23 года)  | 0   | 0  | Родез                    |  |  |
| 17 | ПЗ  | Карлос Балеба             | 3 января 2004 (21 год)     | 7   | 0  | Брайтон энд Хоув Альбион |  |  |
| 17 | ПЗ  | Иван Нейу                 | 3 января 1997 (28 лет)     | 9   | 0  | Леганес                  |  |  |
| 18 | ПЗ  | Мартин Онгла              | 16 марта 1998 (27 лет)     | 32  | 1  | Гранада                  |  |  |
|    |     |                           |                            |     |    |                          |  |  |
| 9  | Нап | Франк Магри               | 4 сентября 1999 (25 лет)   | 14  | 2  | Тулуза                   |  |  |
| 10 | Нап | Венсан Абубакар           | 22 января 1992 (33 года)   | 109 | 44 | Без клуба                |  |  |
| 11 | Нап | Кристиан Бассогог         | 18 октября 1995 (29 лет)   | 50  | 7  | Аль-Ухдуд                |  |  |
| 12 | Нап | Игнатиус Ганаго           | 16 февраля 1999 (26 лет)   | 15  | 0  | Нью-Инглэнд Революшн     |  |  |
| 13 | Нап | Муми Нгамалё              | 9 июля 1994 (31 год)       | 58  | 4  | Динамо Москва            |  |  |
| 14 | Нап | Дэнни Намасо              | 28 августа 2000 (24 года)  | 2   | 0  | Порту                    |  |  |
| 20 | Нап | Бриан Мбёмо               | 7 августа 1999 (25 лет)    | 22  | 6  | Брентфорд                |  |  |

## Форма

### Домашняя
| ЧМ-1982  | КАН-1984 | ААКН-1985 | КАН-1986 | КАН-1988 | ЧМ-1990 | ЧМ-1994  | ЧМ-1998 | КК-2001  | ЧМ-2002 | КК-2003    |
| КАН-2008 | ЧМ-2010  | 2012      | ЧМ-2014  | КАН-2017 | 2018    | КАН-2019 | 2021    | КАН-2021 | ЧМ-2022 | 2025—н. в. |

### Гостевая
| КАН-1984 | ЧМ-1990 | ЧМ-1998    | ЧМ-2002 | КАН-2008 | ЧМ-2010 | 2012 | ЧМ-2014 | 2018 | КАН-2019 | 2021 |
| КАН-2021 | ЧМ-2022 | 2025—н. в. |         |          |         |      |         |      |          |      |

### Третья
| 2022 | 2025—н. в. |

Источники:,